# Andrzej Flis (antropolog)
Andrzej Flis (ur. 4 lutego 1953 w Kraśniku, zm. 10 maja 2009) – polski antropolog i socjolog, specjalność 	filozofia kultury, porównawcze studia cywilizacji, socjologia kultury, socjologia teoretyczna, tytuł profesora nauk humanistycznych otrzymał 9 grudnia 2002. 
Profesor Uniwersytetu Jagiellońskiego, założyciel i kierownik Katedry Porównawczych Studiów Cywilizacji UJ. Został pochowany na cmentarzu Rakowickim w Krakowie.

## Publikacje
- Andrzej Flis: Chrześcijaństwo i Europa: studia z dziejów cywilizacji Zachodu. Kraków: „Nomos”, 2001. ISBN 83-88508-22-9. Brak numerów stron w książce
- Flis, Andrzej; Kowalska, Beata: Zapomniani bracia: ginący świat chrześcijan Bliskiego Wschodu. Kraków: Wydaw. WAM, 2003. ISBN 83-7318-250-0. Brak numerów stron w książce
- Andrzej Flis: Marksowska teoria historii: rekonstrukcja i krytyka. Kraków: nakł. UJ, 1990. ISBN 83-233-0387-8. Brak numerów stron w książce
- Andrzej Flis: Antynomie wielkiej wizji: rekonstrukcja i krytyka marksowskiej teorii historii. Kraków: „Universitas”, 1990. ISBN 83-7052-002-2. Brak numerów stron w książce